# Золотая Грива (Владимирская область)
Золотая Грива — деревня в Вязниковском районе Владимирской области России, входит в состав муниципального образования «Город Вязники».

## География
Деревня расположена на левом берегу реки Клязьма в 4 км к северо-востоку от города Вязники.

## История
Деревни, составляющие Золотовский приход, были до 1702 года в приходе Борисоглебской пустыни, для них при монастыре был особый белый священник. Однако царь Пётр I в 1702 году лично повелел отделить деревни от монастыря. Местные крестьяне выстроили отдельную Борисоглебскую церковь — вначале деревянную. Церковь была освящена в 1704 году во имя благоверных князей Бориса и Глеба. В 1707 году при церкви была построена другая теплая деревянная церковь во имя святых мучеников Флора и Лавра. С 1764 года село Золотая Грива по указу императрицы Екатерины II перешло в ведение Государственной Коллегии экономии. В 1840 году по инициативе местного священника Степана Анировского вместо пришедших в ветхость старых деревянных храмов была построена каменная Борисоглебская церковь. Престолов в этом храме два: главный — во имя святых благоверных князей Бориса и Глеба, в приделе теплом — во имя святых мучеников Флора и Лавра.
Борисоглебскую церковь пробовали разобрать на стройматериал в 1950-е годы. Но старая кладка, сработанная на совесть, не поддалась. Удалось лишь разрушить верхний ярус колокольни, да почти полностью разобрали кирпичную церковную ограду.
В XIX и первой четверти XX века погост Золотая Грива входил в состав Рыловской волости Вязниковского уезда.

## Население
| 1859 | 1905 | 1926 | 2002 | 2010 | 2021 |
| ---- | ---- | ---- | ---- | ---- | ---- |
| 18   | ↗24  | ↗50  | ↘13  | ↘2   | ↗5   |

## Достопримечательности
В деревни располагается Церковь Бориса и Глеба (1840).